# Winchester
Winchester é uma "cidade catedral" no sul da Inglaterra, capital do condado de Hampshire. É a sede do Distrito de Winchester e do governo local da área central de Hampshire, incluindo a própria Winchester e uma área de várias localidades ao redor. Winchester possuí uma população de aproximadamente 116 600 habitantes de acordo com o censo de 2011.

## Visão geral

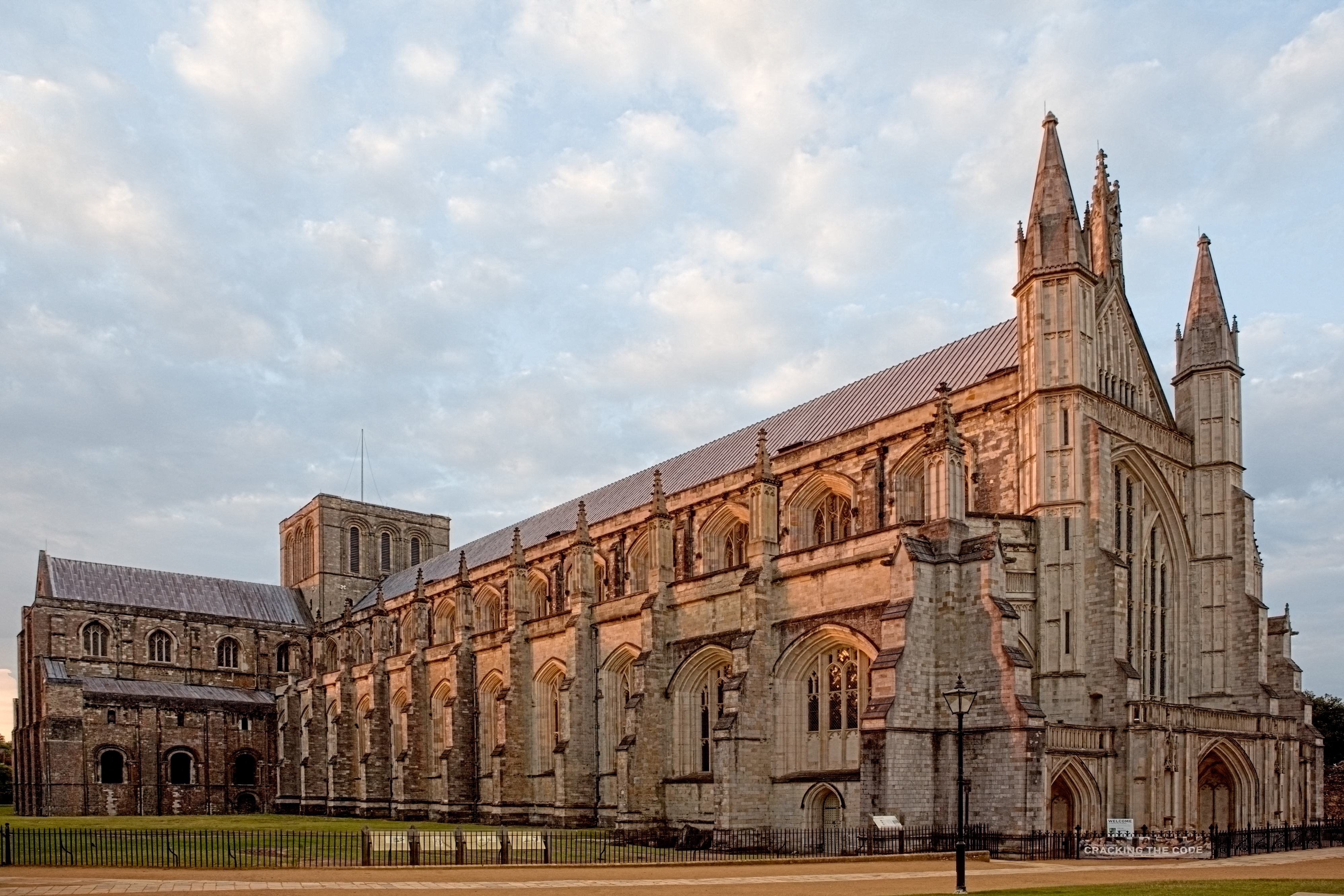
Foto das 4h da Catedral de Winchester mostrando a extremidade oeste e a torre central

Winchester foi em tempos muito remotos a capital da Inglaterra. A cidade foi desenvolvida a partir da cidade romana de Venta Belgarum. O maior ponto de referência da cidade é a Catedral de Winchester, uma das maiores catedrais da Europa, com distinção de ter a extensão mais longa e geral de todas as catedrais góticas da Europa. A cidade é também lar da Universidade de Winchester e da famosa escola pública Winchester College.
O interesse arquitetônico e histórico da cidade, e suas ligações rápidas com outras cidades, levaram Winchester a se tornar uma das áreas mais caras e desejadas do país.
Nota: winchester  no ramo da Informática significa (Hard Disk).

## Relações internacionais
A cidade de Winchester é "cidade-irmã" de:
- Laon no departamento de Aisne, na região dos Altos da França, França.[5][6][7]
- O distrito de Winchester é "irmão" de Gießen, Hesse, Alemanha.[5][8]

Outras cidades ao redor do mundo foram batizadas em homenagem à ela, como por exemplo: Winchester, Virgínia, nos Estados Unidos.